# Bolivaritettix celaenotus
Bolivaritettix celaenotus är en insektsart som beskrevs av Zheng, Z., Hui-hong Zhang och Dang 2009. Bolivaritettix celaenotus ingår i släktet Bolivaritettix och familjen torngräshoppor. Inga underarter finns listade i Catalogue of Life.